# گورستان کوه چشمه اسد ۲
گورستان کوه چشمه اسد ۲ مربوط به دوره هخامنشی - دوره اشکانیان است و در شهرستان کوهرنگ، بخش مرکزی، دهستان شوراب تنگزی، ۶ کیلومتری جنوب و جنوب شرق چلگرد به خط مستقیم، کوه مشرف به روستای چشمه اسد واقع شده و این اثر در تاریخ ۲۷ اسفند ۱۳۸۷ با شمارهٔ ثبت ۲۶۳۲۰ به‌عنوان یکی از آثار ملی ایران به ثبت رسیده است.